# Дукадам, Хельмут
Хельмут Дукадам (рум. Helmuth Duckadam; 1 апреля 1959, Семлак — 2 декабря 2024, Бухарест) — румынский футболист, вратарь.

## Биография
Свою карьеру Дукадам начал в клубе «Конструкторул» (Арад) в 1977 году, затем в 1978—1982 годах защищал ворота клуба УТА из Арада, а с 1982 по 1986 год был основным вратарём «Стяуа» (Бухарест). В его активе две игры за сборную Румынии.
Вершиной карьеры Дукадама стал финальный матч Кубка европейских чемпионов 1985/86 «Стяуа» — «Барселона», когда в серии послематчевых пенальти он сумел отразить четыре удара из четырёх. Вот как он сам описывал тот матч в интервью официальному сайту УЕФА в 2009 году:

Первый пенальти пробивал их капитан Алексанко. Я пристально посмотрел на него и по движению его тела предположил, что удар будет нанесён в правый от меня угол. Я замер в ожидании удара и вытащил мяч именно из правого угла. Второй пенальти был уже вопросом психологии — я просто поставил себя на место бьющего. Им был Педраса, который, возможно, подумал, что раз я вытащил мяч справа, то теперь буду прыгать влево. Я знал, что он мог подумать именно так из-за того, что вратарь «Барселоны» Уррути также сначала отбил мяч после удара в исполнении Мажару в свой левый угол, а затем справился с попыткой Ласло Бёлёни, который пробил в противоположную сторону. Так что же я сделал? Я снова прыгнул вправо и отбил мяч, несмотря на то что это был лучший удар из всех попыток «Барсы». С третьим пенальти было уже проще. Логично, что очередной оппонент решит, что раз голкипер дважды прыгал вправо, то теперь наверняка предпочтет другой угол. Вот Алонсо и пробил вправо, и я парировал удар, предугадав намерения бьющего. Четвёртый пенальти для меня был самым сложным, так как я действительно не знал, что делать. Вновь прыгать вправо или всё-таки сменить направление? И я поставил себя на место Маркоса. Вероятно, он думал так: раз этот вратарь трижды прыгал в правый угол, значит, он жёстко выбрал этот вариант и ничего менять уже не будет. В результате я сделал ставку на то, что пенальти будет пробит в левый угол. И когда Маркос только замахивался для удара, я уже начал движение в нужном направлении.

Спустя всего два месяца после победы, ставшей высшим достижением в истории румынского клубного футбола, он был вынужден уйти из спорта по причине развившегося облитерирующего атеросклероза. Дукадаму грозила ампутация правой руки, три года ушло на лечение и восстановление.
Вернувшись на поле в 1989 году, Дукадам провёл два сезона в клубе второго румынского дивизиона «Вагонул» (Арад), после чего окончательно завершил карьеру игрока.
Последующие годы Дукадам посвятил бизнесу, работал в пограничной полиции, был владельцем логистической фирмы и футбольной школы. В начале 2000-х уехал в США по грин-карте, но вскоре вернулся. 11 августа 2010 года по предложению владельца «Стяуа» Джиджи Бекали стал президентом этого клуба.
В 2008 году удостоен ордена Спортивных заслуг II степени I типа, а в 2017 году — звания почётного гражданина Бухареста.

### Смерть
В сентябре 2024 года Дукадаму сделали операцию на открытом сердце.
Умер 2 декабря 2024 года в возрасте 65 лет.
4 декабря 2024 года посмертно награждён рыцарским крестом ордена Звезды Румынии.

## Статистика
| Сезон   | Клуб            | Матчи | Голы |
| ------- | --------------- | ----- | ---- |
| 1977/78 | «Конструкторул» | D3    | D3   |
| 1978/79 | ФК УТА          | 19    | 0    |
| 1979/80 | ФК УТА          | D2    | D2   |
| 1980/81 | ФК УТА          | D2    | D2   |
| 1981/82 | ФК УТА          | 34    | 0    |
| 1982/83 | «Стяуа»         | 7     | 0    |
| 1983/84 | «Стяуа»         | 10    | 0    |
| 1984/85 | «Стяуа»         | 31    | 0    |
| 1985/86 | «Стяуа»         | 32    | 0    |
| 1986/87 | -               | -     | -    |
| 1987/88 | -               | -     | -    |
| 1988/89 | -               | -     | -    |
| 1989/90 | «Вагонул»       | D2    | D2   |
| 1990/91 | «Вагонул»       | D2    | D2   |

Итого в высшем дивизионе чемпионата Румынии — 133 матча.
За сборную Румынии провёл 2 матча.

## Достижения

### Командные
- Чемпион Румынии: 1984/85, 1985/86
- Обладатель Кубка Румынии: 1984/85
- Обладатель Кубка европейских чемпионов: 1985/86

### Личные
- Футболист года в Румынии: 1986